# NGC 5021
NGC 5021 (również PGC 45834 lub UGC 8284) – galaktyka spiralna z poprzeczką (SBb), znajdująca się w gwiazdozbiorze Psów Gończych. Odkrył ją John Herschel 26 kwietnia 1830 roku. Jest to galaktyka z aktywnym jądrem typu LINER.
W galaktyce tej zaobserwowano supernową SN 1996ak.